# 安位薫
安位 薫（やすい かおる、1999年12月1日 - ）は、日本のAV女優、元グラビアアイドル。AVデビュー時は安位 カヲル（やすい カヲル）として活動。

## 経歴
2017年、グラビアアイドルにあこがれを持ち、自ら事務所に応募。所属事務所は、e2dive entertainment。憧れのグラドル、目標とする人は、忍野さらで、ショートカットの女子が好き。
2018年2月『週刊プレイボーイ』で初の水着グラビア。翌年には、週刊プレイボーイ「次世代グラドル恵体番付2019初場所」の東の横綱に選出。
クラウドファンディングによる「『安位薫 ✕ フォトグラファー 宮澤正明 ✕ 緊縛師 Hajime Kinoko』ファースト写真集&フィギュア制作プロジェクト」を実施し、2019年10月に写真集「花様年華」を発売。
2020年8月1日、自身のSNSにおいて、8月23日に行われるラストDVDイベントを最後にe2dive entertainmentを辞めることを発表。今後は、フリーで活動、9月には改名することを併せて発表。同年9月1日、8月いっぱいで事務所を退所したこと、芸名を「安位 薫」から「安位 カヲル」に改名したことを報告。
2020年12月29日、自身の公式Twitter、Instagramにおいて、2021年2月にAVメーカー「MUTEKI」からAVデビューすることを報告。「ご報告」と題したコメントの中で、セクシー女優に転身する自らの思いや決意を述べている。
2021年1月2日、自身の公式Twitterにおいて、ワンズダブルに所属していることを報告。同年3月5日、自身のTwitter、Instagramにおいて、AVメーカー「エスワン」の専属女優となったことを報告。
2022年9月30日、自身のSNSにおいて、これまで所属していた「ワンズダブル」から「バンビプロモーション」に移籍したこと、芸名を「安位 カヲル」からグラビアアイドル時代の「安位 薫」に戻したことを発表。
2023年3月、AVメーカー「OPPAI」へ移籍。
2024年9月15日には、『TREND GIRLS 撮影会 2024』内のTREND GIRLSファッションショーに参加し、ランウェイを歩いた。
2025年5月4日にはTREND GIRLS撮影会2025に参加した。

## 人物
- 群馬県出身[注 1]。
- 趣味は映画鑑賞、料理、アニメ、JPOP[5][35]、ヒップホップ・ラップミュージック（日本語ラップを好む）[36]。
- 特技は長時間睡眠、長距離競走、激辛料理[5]、子犬の耳の匂いを嗅ぐと体調が分かること[37][38]。
- 周囲からクール、ミステリアスと言われることが多い[39]。
- 成人してからはお酒を飲むようになり、カロリーの観点からハイボールを飲んでいる[40]。
- グラビア・AV活動のほかに、DJとしても活動している[注 2]。

## 作品

### イメージDVD
| 発売日         | タイトル                        | メーカー                   | 規格    | 品番       | 備考     |
| -------------- | ------------------------------- | -------------------------- | ------- | ---------- | -------- |
| 2018/8/20      | Prima Stella ～安位薫 1st Image | ラインコミュニケーションズ | DVD     | LCDV-40865 |          |
| 2018/8/20      | Prima Stella ～安位薫 1st Image | ラインコミュニケーションズ | Blu-ray | LCBD-00865 |          |
| 2018/10/20     | 風薫る君に僕は恋をした          | ラインコミュニケーションズ | DVD     | LCDV-40880 |          |
| 2018/10/20     | 風薫る君に僕は恋をした          | ラインコミュニケーションズ | Blu-ray | LCBD-00880 |          |
| 2019/1/25      | ピュア・スマイル                | 竹書房                     | DVD     | TSDS-42367 |          |
| 2019/1/25      | ピュア・スマイル                | 竹書房                     | Blu-ray | TSBS-81129 |          |
| 2019/6/28      | 花様年華                        | スパイスビジュアル         | DVD     | MMR-AZ119  |          |
| 2019/9/27      | 十九の薫り                      | エスデジタル               | DVD     | SBVD0434   |          |
| 2019/12/17     | 先生の自由にして下さい          | 双葉社                     | DVD     | FTBD-042   |          |
| 2020/4/24      | あなた、ごめんなさい            | 竹書房                     | DVD     | TSDS-42453 |          |
| 2020/8/21      | イメージはダメージだ!!          | イーネット・フロンティア   | DVD     | ENFD-4328  | [ 注 3 ] |
| ヌードイメージ |                                 |                            |         |            |          |
| 2023/8/28      | 白夜                            | oldman par                 | DVD     | NNSSA007   |          |
| 2023/8/28      | 白夜                            | oldman par                 | Blu-ray | NNSBD007   |          |
| 2023/10/25     | 湯女美人                        | スパイスビジュアル         | DVD     | MBR-BN040  |          |

### アダルトDVD
| 発売日   | タイトル | 規格    | 品番      | メーカー           | 備考        |
| 2021年   | 2021年 | 2021年  | 2021年    | 2021年             | 2021年      |
| -------- | --- | ------- | --------- | ------------------ | ----------- |
| 2月1日   | 令和グラビアランキングNo.1安位カヲルMUTEKIデビュー                                                                                           | DVD     | TEK-098   | MUTEKI             | ※デビュー作 |
| 2月1日   | 令和グラビアランキングNo.1安位カヲルMUTEKIデビュー                                                                                           | Blu-ray | 9TEK-098  | MUTEKI             | ※デビュー作 |
| 3月1日   | 令和グラビアランキングNo.1安位カヲルMUTEKIデビュー                                                                                           | UHD BD  | 4KTEK-098 | MUTEKI             | ※デビュー作 |
| 4月7日   | 専属NO.1 STYLE グラビアアイドル 安位カヲル エスワンデビュー                                                                                  | DVD     | SSIS-036  | S1 NO.1 STYLE      |             |
| 4月7日   | 専属NO.1 STYLE グラビアアイドル 安位カヲル エスワンデビュー                                                                                  | Blu-ray | 9SSIS-036 | S1 NO.1 STYLE      |             |
| 5月7日   | 快感!グラドル3本番 | DVD     | SSIS-061  | S1 NO.1 STYLE      |             |
| 5月7日   | 快感!グラドル3本番 | Blu-ray | 9SSIS-061 | S1 NO.1 STYLE      |             |
| 6月7日   | 交わる体液、濃密セックス 【グラビアアイドル】完全ノーカット10連射スペシャル                                                                  | DVD     | SSIS-086  | S1 NO.1 STYLE      |             |
| 6月7日   | 交わる体液、濃密セックス 【グラビアアイドル】完全ノーカット10連射スペシャル                                                                  | Blu-ray | 9SSIS-086 | S1 NO.1 STYLE      |             |
| 7月7日   | 激イキ199回!痙攣6000回!イキ潮2000cc! Hカップ恵体グラドル 安位カヲル エロス覚醒はじめての大・痙・攣スペシャル                                 | DVD     | SSIS-113  | S1 NO.1 STYLE      |             |
| 7月7日   | 激イキ199回!痙攣6000回!イキ潮2000cc! Hカップ恵体グラドル 安位カヲル エロス覚醒はじめての大・痙・攣スペシャル                                 | Blu-ray | 9SSIS-113 | S1 NO.1 STYLE      |             |
| 8月7日   | 令和No.1恵体ボディ 肉感グラドル4本番 | DVD     | SSIS-141  | S1 NO.1 STYLE      |             |
| 8月7日   | 令和No.1恵体ボディ 肉感グラドル4本番 | Blu-ray | 9SSIS-141 | S1 NO.1 STYLE      |             |
| 9月14日  | グラドルとキスキスキス…プルンプルンの恵体唇で夢中で舌を絡ませる密着ディープキス性交                                                          | DVD     | SSIS-177  | S1 NO.1 STYLE      |             |
| 9月14日  | グラドルとキスキスキス…プルンプルンの恵体唇で夢中で舌を絡ませる密着ディープキス性交                                                          | Blu-ray | 9SSIS-177 | S1 NO.1 STYLE      |             |
| 10月12日 | 恵体グラドル焦らされ限界禁欲オーガズム今すぐセックスしたい、今すぐチ○ポしゃぶりたい                                                          | DVD     | SSIS-208  | S1 NO.1 STYLE      |             |
| 11月9日  | 彼女が不在の3日間、ボクは彼女の親友の恵体グラドルと朝から晩までひたすらハメまくった。                                                        | DVD     | SSIS-237  | S1 NO.1 STYLE      |             |
| 11月9日  | 彼女が不在の3日間、ボクは彼女の親友の恵体グラドルと朝から晩までひたすらハメまくった。                                                        | Blu-ray | 9SSIS-237 | S1 NO.1 STYLE      |             |
| 12月14日 | 恵体グラドル×追撃ピストンイッてもイッてもおま●こを突きまくる終わらない無限絶頂おかわりイカセ性交                                             | DVD     | SSIS-265  | S1 NO.1 STYLE      |             |
| 2022年   | |         |           |                    |             |
| 1月11日  | 出張先で軽蔑している中年セクハラ上司とまさかの相部屋に…朝まで続く絶倫性交に不覚にも感じてしまったHカップ新入社員                             | DVD     | SSIS-295  | S1 NO.1 STYLE      |             |
| 2月8日   | 透ける溢れる恵体ボディ 小悪魔グラドルのおっぱい誘惑                                                                                          | DVD     | SSIS-320  | S1 NO.1 STYLE      |             |
| 3月8日   | オタク達に輪わされ犯された人気恵体グラドル                                                                                                   | DVD     | SSIS-346  | S1 NO.1 STYLE      |             |
| 4月12日  | ど田舎の夏はヤルことがなくて隣の巨乳お姉さんの誘惑に乗っかり毎日じっとり汗だく交尾                                                           | DVD     | SSIS-373  | S1 NO.1 STYLE      |             |
| 5月10日  | こんな爆乳に挟まれたい…男はそのパイズリに我慢できない。チ●ポをトロットロにするおっぱいビッチ                                                 | DVD     | SSIS-399  | S1 NO.1 STYLE      |             |
| 6月14日  | 最高にイヤらしい肉付きの恵体を持つ唯一無二の愛人とひたすら浮気セックスする終電までの2時間                                                    | DVD     | SSIS-427  | S1 NO.1 STYLE      |             |
| 6月28日  | 令和No.1グラドル安位カヲル初ベストデビュー1周年最新12タイトル12時間special                                                                   | DVD     | OFJE-366  | S1 NO.1 STYLE      | ※単体ベスト |
| 6月28日  | 令和No.1グラドル安位カヲル初ベストデビュー1周年最新12タイトル12時間special                                                                   | Blu-ray | 9OFJE-366 | S1 NO.1 STYLE      | ※単体ベスト |
| 7月12日  | もう彼氏のチ〇ポには戻れない…絶倫教授の巨根にどハマりした文学巨乳女子大生                                                                    | DVD     | SSIS-456  | S1 NO.1 STYLE      |             |
| 8月9日   | 媚薬キメセク相部屋NTR 殺したいほど憎くて最高に相性抜群だった絶倫元彼にハメられて…                                                            | DVD     | SSIS-486  | S1 NO.1 STYLE      |             |
| 9月13日  | オイル漬け恵体の圧倒的肉感 オーガズムの果てを見たグラドル性欲大解放                                                                          | DVD     | SSIS-517  | S1 NO.1 STYLE      |             |
| 2023年   | |         |           |                    |             |
| 4月18日  | 98㎝Hカップ巨乳グラドル！安位薫中出し解禁！移籍SPECIAL！                                                                                     | DVD     | PPPE-111  | OPPAI              |             |
| 5月16日  | 生徒の巨乳に理性を失った僕は放課後ラブホで何度も何度も薫と中出しセックスしてしまった                                                         | DVD     | PPPE-118  | OPPAI              |             |
| 7月18日  | 彼女のお姉さんは巨乳と中出しＯＫで僕を誘惑                                                                                                   | DVD     | PPPE-128  | OPPAI              |             |
| 8月15日  | 孕ませ痴漢集団が中出し激突連結 通勤中に身動きを奪われ揉みイキ堕とされた私…敏感性器イジくりサイレント共謀レ×プ                                | DVD     | PPPE-137  | OPPAI              |             |
| 10月17日 | 巨乳女教師の誘惑 | DVD     | PPPE-160  | OPPAI              |             |
| 11月21日 | スペンス乳腺開発クリニックSpecial | DVD     | PPPE-148  | OPPAI              |             |
| 12月19日 | 唾液ダラダラ舐めしゃぶり全身リップ巨乳痴女ナース 性感ベロキス精子吸い出しパイズリ挟射で金玉カラっぽ!                                         | DVD     | PPPE-171  | OPPAI              |             |
| 2024年   | |         |           |                    |             |
| 1月16日  | 発射無制限！プレイの途中で何度発射してもOKいつでも出し放題ソープ                                                                             | DVD     | PPPE-175  | OPPAI              |             |
| 2月20日  | 安位薫8時間BEST | DVD     | PPBD-275  | OPPAI              | ※単体ベスト |
| 2月20日  | ヤリたい時にヤラせてくれる巨乳いいなりグラビアアイドルは卑猥なエロコスで中出しし放題                                                         | DVD     | GVH-624   | グローリークエスト |             |
| 6月4日   | 見た目は地味だけど性欲強めなバイト先の先輩からバイト終わりに毎回セックスに誘われます。                                                       | DVD     | YUJ-019   | アタッカーズ       |             |
| 7月9日   | もうアカン。肉感むっちむち超甘イイ女の油ベロぬる地獄でチソポが異常トロける無限爆どぴゅ沼性交                                                 | DVD     | DASS-419  | ダスッ!            |             |
| 8月6日   | 性欲が強過ぎる妻を絶倫だった僕の友人に会わせたら…                                                                                            | DVD     | ADN-587   | アタッカーズ       |             |
| 9月3日   | 「私って隙間があると埋めたくなる性格なの。家の家具も旦那のお弁当も寂しい心も…」 クラブで出会った人妻と生ハメしまくった数日間。               | DVD     | YUJ-023   | アタッカーズ       |             |
| 10月1日  | 未亡人、哀しみの妊娠報告。 | DVD     | ADN-616   | アタッカーズ       |             |
| 11月5日  | 僕の家に転がり込んできたお姉さんとむちゃくちゃセックスした話。                                                                               | DVD     | ADN-624   | アタッカーズ       |             |
| 12月3日  | 両手が使えない僕を白衣の小悪魔が何度も射精させてくれる一か月の入院記録。                                                                     | DVD     | YUJ026    | アタッカーズ       |             |
| 2025年   | |         |           |                    |             |
| 1月7日   | クズ彼氏に夢中な女友達とカラダだけの関係でもいいから僕は繋がっていたくて、都合良く求め合った日々の記憶。                                     | DVD     | ADN-650   | アタッカーズ       |             |
| 2月4日   | 媚薬痴漢に堕ちた囮捜査官 | DVD     | SAME-156  | アタッカーズ       |             |
| 3月4日   | 義父に10秒だけの約束で挿入を許したら…相性抜群過ぎて絶頂してしまった私                                                                        | DVD     | ADN-665   | アタッカーズ       |             |
| 4月1日   | 「遠距離だしバレないでしょ？」彼女がいるのにサークルの先輩にゴム無しセックスを迫られて骨抜きになるほど夢中でセックスしまくった僕の大学生活。 | DVD     | ADN-673   | アタッカーズ       |             |
| 5月6日   | 四六時中ムラムラしている女上司が旦那と喧嘩して一か月間禁欲状態。絶倫の僕が女上司に死ぬほど精子を搾り取られてしまった話。                     | DVD     | ADN-686   | アタッカーズ       |             |

### アダルトVR
| 発売日         | タイトル | 品番    | メーカー      | 備考 |
| -------------- | --- | ------- | ------------- | ---- |
| 2021年9月6日   | VR解禁！肉感・弾力・素顔・そしてイキ顔まで…恵体グラドルを完全独占！じっくり堪能セックスSpecial                           | SIVR153 | S1 NO.1 STYLE |      |
| 2023年12月19日 | セクシーランジェリー会社に勤めるボクに巨乳女上司が目の前で着替えて密着指導！不意に勃起したチ●ポも即ヌキしてくれる神ケア! | PPVR045 | OPPAI         |      |

### 写真集

#### デジタル版
- 安位薫「Prima Stella」 Idol Line（2018年11月2日、ラインコミュニケーションズ）
- 安位薫「風薫る君に僕は恋をした」 Idol Line（2019年2月15日、ラインコミュニケーションズ）
- 妄想放課後デート 安位薫※直筆サインコメント付き 解禁グラビア写真集（2019年5月1日、サークルチェンジ）
- 新入社員の安位さん 安位薫※直筆サインコメント付き 解禁グラビア写真集（2019年6月1日、サークルチェンジ）
- 本日担当の安位です｡ 安位薫※直筆サインコメント付き 解禁グラビア写真集（2019年7月1日、サークルチェンジ）
- 担任の安位先生 安位薫※直筆サインコメント付き 解禁グラビア写真集（2019年8月1日、サークルチェンジ）
- 放課後競泳部 安位薫※直筆サインコメント付き 解禁グラビア写真集（2019年9月1日、サークルチェンジ）
- ご主人様って呼ばれたい･･･ですか? 安位薫※直筆サインコメント付き 解禁グラビア写真集（2019年10月1日、サークルチェンジ）
- 安位薫 KAORU Styles Be fragrant（2019年11月13日、エスデジタル）
- 安位薫全巻セット312枚収録!! 安位薫 解禁グラビア写真集（2019年11月18日、サークルチェンジ）
- 放課後の先生 安位薫※直筆サインコメント付き 解禁グラビア写真集（2019年12月18日、サークルチェンジ）
- 安位さん､滴る｡ 安位薫※直筆サインコメント付き 解禁グラビア写真集（2020年1月10日、サークルチェンジ）
- 週刊大衆デジタル写真集:5 安位薫「ワタシ、もう大人ですよ」（2020年1月30日、双葉社）
- 若妻の安位さん 安位薫※直筆サインコメント付き 解禁グラビア写真集（2020年2月14日、サークルチェンジ）
- 妄想放課後デート2 安位薫※直筆サインコメント付き 解禁グラビア写真集（2020年3月16日、サークルチェンジ）
- もしかして本気なの? 安位薫※直筆サインコメント付き 解禁グラビア写真集（2020年4月16日、サークルチェンジ）
- 有能秘書の安位さん 安位薫※直筆サインコメント付き 解禁グラビア写真集（2020年5月12日、サークルチェンジ）
- 安位薫全巻セット350枚収録!! 安位薫 解禁グラビア写真集（2020年7月16日、サークルチェンジ）

#### 書籍(ムック)版
- 安位薫写真集「花様年華 IN THE MOOD FOR LOVE」（2019年10月12日、エムアップ）[注 4]
- 安位カヲル写真集 #カヲル（2021年3月22日、講談社、撮影:Kendrick Watanabe）ISBN 978-4-06-523221-7[45]
- 白夜（2023年8月23日、ジーウォーク、撮影:太田清隆） ISBN 978-4-86717-601-6[46]

### カレンダー
- 安位薫 2020年壁掛けカレンダー（2019年10月18日、トライエックス）

## 出演

### テレビ
- もう!バカリズムさんの超H! 春の特別版（2021年4月12日、フジテレビONE）
- じっくり聞いタロウ〜スター近況（秘）報告〜（2021年4月15日、テレビ東京） - 見届けゲスト[47]

### 映画
- 肉感海岸 美巨乳店員のいるお店（2025年7月18日、オーピー映画） - 亜梨紗 役[48]

## 連載
- EX MAX!(エキサイティングマックス!)「全部カヲルの性だ!」（2021年5月号・2021年3月26日 - 、楽楽出版）[49][50]
- ネイロ～音楽と色事の関係性～（2021年9月30日 - 、メンズサイゾー）[51]